# Rhynchobapta albovenaria
Rhynchobapta albovenaria är en fjärilsart som beskrevs av John Henry Leech 1897. Rhynchobapta albovenaria ingår i släktet Rhynchobapta och familjen mätare. Inga underarter finns listade.